# Carlos De León
Carlos De León (* 3. Mai 1959 in Rio Piedras, Puerto Rico; † 1. Januar 2020) war ein puerto-ricanischer Boxer. Er war mehrfacher Weltmeister im Cruisergewicht.

## Karriere
Carlos De León wurde 1974 im Alter von 15 Jahren Profi. 1976 und 1977 verlor er zwei Aufbaukämpfe gegen unbekannte Gegner, startete dann aber mit abgeklärtem Konterboxen eine Siegesserie.
Am 25. November 1980 gewann er im neu geschaffenen Cruisergewicht gegen den ersten WBC-Titelträger der Klasse, Marvin Camel, und wurde Weltmeister. In seiner ersten Titelverteidigung im Februar 1982 schlug er denselben Gegner durch technischen K. o., bevor er im gleichen Jahr vom hart schlagenden aber wenig respektierten S. T. Gordon besiegt wurde.
1983 besiegte er Leon Spinks in einem Nichttitelkampf vorzeitig und gewann den WBC-Titel mit einem Punktsieg über Gordon zurück. In einer Verteidigung schlug er die Halbschwergewichtslegende Yaqui Lopez vorzeitig, unterlag dann aber 1985 mit Alfonso Ratliff wieder gegen einen wenig respektierten Mann, diesmal nach Punkten. Er gewann den Titel allerdings wiederum gegen dessen Bezwinger Bernard Benton zurück.
Nach drei weiteren Titelverteidigungen verlor er 1988 gegen Evander Holyfield, der die beiden anderen Titel der WBA und IBF besaß, in einem Vereinigungskampf vorzeitig.
Als Holyfield ins Schwergewicht aufstieg, gewann De Leon den WBC-Titel zum vierten Mal und verteidigte ihn mit Unentschieden gegen Johnny Nelson aus England, verlor aber dann durch Disqualifikation gegen den Italiener Massimiliano Duran und kämpfte nie wieder um einen WM-Gürtel.
Am Ende seiner Karriere verlor er im Schwergewicht gegen Corrie Sanders und Brian Nielsen.